# شباب عين جاسر
الشباب الرياضي لبلدية عين جاسرهو فريق كرة قدم جزائري تاسس سنة 1973. يلعب الفريق في ما بين الرابطات حيث ظهر بقوة في الجهوي الأول مما جعله يقفز إلى ما بين الرابطات
يلعب الفريق جميع مبارياته الرسمية في الملعب البلدي الواقع وسط المدينة، ويختلف هذا النادي عن العديد من الأندية الأخرى حول الوطن، كونه مملوكاً لأعضاء النادي الذين يسيرون أمور ناديهم باختيار رئيس ينوب عنهم في هذا منذ تأسيس النادي عام 1973.ويعتبر شباب عين جاسر أكبر نادٍ من حيث القاعدة الجماهيرية في ولاية باتنة وذلك حسب دراسة لمجلة الهداف اليومية الجزائرية.

## السنوات الأولى
تعرفت مدينة عين جاسر على كرة القدم عن طريق السواقة والذين اسسوا فريقا في المدينة واطلقوا عليه اسم «شباب بوغزال» كما كانت تسمى من قبل لتتغير اسم المدينة وتصبح عين جاسر، كانو يلعبون الكرة كل صباح ومساء من اجل تطوير النادي والصعود به إلى القسم الوطني الأول.

## عهد الحاج خنفوسي والنجاح على مستوى الجهوي
انتخب السيد الحاج خنفوسي ليكون رئيسا لشباب عين جاسر، وخلال رئاسته للنادي قام بتنفيذ إستراتيجية تضمنت استقدام لاعبين من المستوى العالي وصنع مواهب بارزة، وهكذا حتى تكون فريق مكون من لاعبين من جميع أنحاء الوطن.
في أول مواسمه مع الفريق كانت بدايته موفقة، حيث جعل الفريق يلعب كرة قدم جميلة، لكنه واجه مشكلة من رئيس الرابطة الجهوية لولاية باتنةالسيد «بوزو» الذي يتعامل بالرشوة، ويعود كره بوزو تجاه النادي لان مشجعو الفريق شتموه وطلبوا منه عدم مساعدة أي فريق والابتعاد عن الرشاوي، ليحرم الفريق من الصعود رغم أنه متصدر الترتيب في الجهوي الثاني?????, وبعد ثلاث سنين من المعاناة، قرر الفريق نسيان الضربات الموجعة التي لقيها من «بوزو», ليتمكن من الصعود رغم محاولات بوزو الفاشلة.
في الجهوي الأول ورغم استقدام لاعبين جدد إلا أن الفريق عانى كثيرا ولم يحقق مبتغاه، لكن عام 2011 كان الفريق يبذل قصارى جهده لاسعاد الجماهير، ويتحقق حلم الصعود إلى ما بين الرابطات اين يلعب حاليا، وفي نفس العام حقق الفريق انجازا تاريخيا وعظيما بتاهله إلى الدور الثمن النهائي لكاس الجمهورية وتكتمل الفرحة لدى جمهور سباتا، مغامرته في الكاس انتهت بصعوبة حين انهزم امام الجار والعملاق وفاق سطيف2/1.

## شعار وزي النادي
كان أول شعار للنادي عند تأسيسه ذو تصميم بسيط، حيث كان يتكون من حروف"BAD"المختصر لاسم بلدية عين جاسر وكان لونه بالأخضر والأبيض وبعض الخطوط الحمراء والسوداء، حصل أول تغيير للشعار عام 1999, وذلك بتغير اسم الفريق ويضاف «الشباب الرياضي» وأصبح اسم مختصرا من حروف "CRBAD".
كان اللباس التقليدي لشباب عين جاسر مخططا بالأخضر والأبيض وهو اللباس الذي ما زال يرتديه حاليا، ويكون اللباس الآخر للنادي في المباريات التي تقع خارج ملعبه اما احمرا أو اسودا.

## الملعب البلدي
بعد تأسيس النادي في عام1973, أخذ الفريق يستخدم بعض الملاعب البسيطة في ولاية باتنة للعب المباريات على غرار ملعب حمام السخنة وراس العيون، حتى تم انجاز الملعب البلدي ذو الأرضية الاصطناعية من الجيل الخامس، افتتح الملعب عام 2010 ومنذ ذلك الوقت ظلّ الفريق يستخدم ذات الملعب في استضافة المباريات التي تقام على أرضه والذي يحتو على 8.000 متفرج.حيث شهد هذا الملعب أبرز انتصارات الفريق.

## المشجعون
يُسطير المشجعون كل موسم على أغلب مقاعد الملعب خلال جميع المبارايات المحلية، ويُقدّر عدد هؤلاء المشجعين بحوالي 8,670 شخص، يُعرف أكثر مشجعي الشباب تشددًا باسم السباتا وهؤلاء يُعتبرون الاعب 12 في الملعب، وأهم ما يميز السباتا هي الأهازيج القوية التي يطلقونها في الملعب حيث معروف عنهم تأليف الأغاني الرياضية منذ القدم. يضاف إلى هذا تنقلاتهم الكثيرة إلى مختلف أنحاء الوطن حيث أنهم أوفياء لفريقهم إلى درجة كبيرة ويقفون معه في السراء والضراء. وقد ساهموا بشكل كبير في موسم 2011/2010 في صعود الشباب إلى القسم ما بين الرابطات بفضل تواجدهم بأعداد كبيرة في الملاعب الجزائرية.

## مواضيع ذات صلة
- كرة القدم في الجزائر
- الاتحادية الجزائرية لكرة القدم
- كأس الجمهورية الجزائرية لكرة القدم
- كأس الرابطة الوطنية الجزائرية لكرة القدم
- كأس السوبر الجزائري

## وصلات خارجية
- موقع الاتحاد الجزائري لكرة القدم
- الرابطة الجزائرية المحترفة الأولى، والثانية، لكرة القدم
- للرابطة الجهوية لكرة القدم لقسنطينة
- الرابطة الوطنية الجزائرية لكرة القدم هواة
- الرابطة ما بين الجهات لكرة القدم